# Tobias John von Freyend
Tobias John von Freyend (* 4. März 1993) ist ein deutscher Schauspieler und Synchronsprecher.

## Karriere
2004 synchronisierte John von Freyend erstmals Joe Prospero als Jack Llewelyn Davies in dem Film Wenn Träume fliegen lernen. Seither ist er regelmäßig in Filmen und TV-Serien zu sehen und zu hören. Er lieh seine Stimme Jack Gleeson alias Joffrey Baratheon in Game of Thrones, Matt Shively, Moisés Arias, Justin Bieber, Skandar Keynes in den Narnia-Filmen, Jakob Wilhjelm Poulsen, Brendan Meyer, Skyler Gisondo, Alex Lawther und Findus aus Pettersson und Findus.
Seine Ausbildung absolvierte er von 2013 bis 2016 an der Schauspielschule Zerboni. 2015 wirkte er als Noah in der Jugend- und Mysteryserie Fluch des Falken mit. 2017 spielte er in dem ZDF-Film Katie Fforde: Mama allein zu Haus neben Gesine Cukrowski den Sohn von Oliver Mommsen. In dem Kinofilm Wackersdorf, der von dem Widerstand gegen die Wiederaufarbeitungsanlage Wackersdorf handelt, stand er unter anderem neben Johannes Zeiler, Anna Maria Sturm und Florian Brückner als Bendix vor der Kamera.

## Filmografie (Auswahl)

### Filme
- 2018: Katie Fforde: Mama allein zu Haus
- 2018: Wackersdorf
- 2023: Daheim in den Bergen – Alte Pfade – Neue Wege
- 2023: Last X-Mas (Film)

### Serien
- 2006–2007: Disney Channels Comedy Crew
- 2015: Fluch des Falken (Fernsehserie, durchgehende Hauptrolle)
- 2017: Achtung, die Dietrichs kommen (Fernsehserie, durchgehende Hauptrolle)[2]
- 2017: Die Rosenheim-Cops (Fernsehserie, eine Folge)
- 2019: Hubert ohne Staller (Fernsehserie, eine Folge)
- 2020: Sekretärinnen – Überleben von 9 bis 5 (Fernsehserie, durchgehende Hauptrolle)
- 2021: Alarm für Cobra 11 – Die Autobahnpolizei (Fernsehserie, eine Folge)
- 2022: Schloss Goldbach – Promis viel zu nah (Sketch-Comedy-Serie)
- 2022: Last X-Mas (Miniserie)
- 2023: Jokah & Tutty (Streamingserie, eine Folge)

## Synchronisation (Auswahl)
Jack Gleeson
- 2011–2013: Game of Thrones als Joffrey Baratheon
- 2023: Saints & Sinners – Heilige und Sünder als Kevin Lynch
- seit 2023: Fünf Freunde als Thomas Wentworth
- 2025: Sandman als Puck / Robin Gutfreund

### Filme
- 2004: Wenn Träume fliegen lernen – Joe Prospero als Jack Llewelyn Davies
- 2004: Robots – Will Denton als Rodney (mit 10)
- 2005: Morgen, Findus, wird’s was geben als Findus
- 2005: Vater hoch vier – Jakob Wilhjelm Poulsen als Ole
- 2005: Die Chroniken von Narnia: Der König von Narnia – Skandar Keynes als Edmund Pevensie
- 2006: Final Fantasy VII: Advent Children – Kyosuke Ikeda als Denzel
- 2007: Der Glücksbringer – Troy Gentile als Stu (jung)
- 2007: Wintersonnenwende – Die Jagd nach den sechs Zeichen des Lichts – Alexander Ludwig als Will Stanton
- 2008: Vater hoch vier – Jetzt erst recht! – Jakob Wilhjelm Poulsen als Ole
- 2008: Die Chroniken von Narnia: Prinz Kaspian von Narnia – Skandar Keynes als Edmund Pevensie
- 2008: Finns Verwandlung – Matthew Knight als Benito Soledad
- 2009: Die Beschissenheit der Dinge – Kenneth Vanbaeden als Gunther Strobbe (jung)
- 2009: American Pie präsentiert: Das Buch der Liebe – Nico McEown als Cody Shearson
- 2009: 17 Again – Back to High School – Sterling Knight als Alex O'Donnell
- 2009: Die Entführung meines Vaters – Moisés Arias als Andre
- 2009: Die Zauberer an Bord mit Hannah Montana – Moisés Arias als Rico
- 2009: Hannah Montana – Der Film – Moisés Arias als Rico
- 2010: Die Chroniken von Narnia: Die Reise auf der Morgenröte – Skandar Keynes als Edmund Pevensie
- 2010: Mensch, Derek! – Ab in die Ferien! – Daniel Magder als Edwin Venturi
- 2013: Pokémon – Der Film: Kyurem gegen den Ritter der Redlichkeit – Shōko Nakagawa als Keldeo
- 2014: Vater hoch vier – Zurück zur Natur – Jakob Wilhjelm Poulsen als Ole
- 2014: Albert aus Versehen – Matt Shively als Bart Hartley
- 2015: The Imitation Game – Ein streng geheimes Leben – Alex Lawther als Alan Turing (jung)
- 2015: Vacation – Wir sind die Griswolds – Skyler Gisondo als James Griswold
- 2016: Mahana – Eine Maori-Saga als Simeon
- 2018: Your Name. – Gestern, heute und für immer als Katsuhiko Teshigawara
- 2018: Pokémon: Der Film - Die Macht in uns als Rick
- 2019: Paranza – Der Clan der Kinder – Francesco di Napoli als Nicola
- 2020: Charm City Kings – Jahi Di’Allo Winston als Mouse
- 2021: Voyagers – Archie Renaux als Alex
- 2022: Phantastische Tierwesen: Dumbledores Geheimnisse – Paul Low-Hang als Zabini
- 2023: The Old Oak – Jake Jarratt als Tony
- 2023: BlackBerry – Eric Osborne als Austin
- 2023: Friedhof der Kuscheltiere: Bloodlines – Forrest Goodluck als Manny

### Serien
- 2005–2006: Kleine Einsteins – Jesse Schwartz als Leo
- 2005–2008: Wildfire – Andrew Hoeft als Todd Ritter
- 2005–2009: Mensch, Derek! – Daniel Magder als Edwin Venturi
- 2006–2011: Hannah Montana – Moisés Arias als Rico
- 2010: Pokémon (Anime) – als Kenny
- 2010–2012: Shake It Up – Tanzen ist alles – Chase Austin als Louis
- 2012: Inazuma Eleven – Hiro Shimono als Steve Grim
- 2013–2015: Mighty Med – Wir heilen Helden – Devan Leos als Alan Diaz
- 2014: Blood Lad – Ryouta Oosaka als Staz Charlie Blood
- 2016–2018: Soy Luna – Lionel Ferro als Nicolás „Nico“ Navarro
- 2019: Die Simpsons – als Brian
- 2019–2021: Fruits Basket – als Ritsu Soma
- 2020: Eine wie Alaska – Uriah Shelton als Longwell Chase
- seit 2020: Pokémon (Anime) – als Goh
- 2021: High Rise Invasion – als Rika
- 2021: Romulus – Francesco di Napoli als Wiros
- seit 2021: El Internado: Las Cumbres – Albert Salazar als Paul
- 2021: The Pembrokeshire Murders – Steffan Cennydd als Jack Wilkins
- seit 2021: Foundation – Cassian Bilton als Bruder Morgen (Cleon XIV.)
- 2022: Suspicion – Gerran Howell als Leo Newman
- 2023: Queen Charlotte: Eine Bridgerton-Geschichte – Sam Clemmett als Brimsley
- 2023: Lockwood & Co. – Ali Hadji-Heshmati als George Karim
- seit 2023: Generation V – Derek Lu als Jordan Li